# Pseudoaricia obscura
Pseudoaricia obscura är en fjärilsart som beskrevs av Courvoisier 1911. Pseudoaricia obscura ingår i släktet Pseudoaricia och familjen juvelvingar. Inga underarter finns listade i Catalogue of Life.